# 奥アンツーカ
奥アンツーカ株式会社（おくアンツーカ）は、日本の建設会社、スポーツ施設を専門に手がける。陸上競技場、サッカー場、野球場、庭球場など。

## 概要
1928年、運動場工事の専門会社「奥商会」として創業。創業者の奥庚子彦がフランスからアンツーカ土を紹介し国産化、1960年代には国産アンツーカで第3回アジア競技大会、1964年東京オリンピック走路、東南アジアに多くの競技場建設を手掛けたほか、スポーツ用西洋芝の導入普及に努めた。
その後、陸上競技場トラックのウレタン製舗装材をいち早く国産化、世界初のロングパイル人工芝であるフィールドターフを国内導入した（開発元はカナダのフィールドターフ・ターフケット社）。その他、運動施設や天然芝生の維持業務を行っている。

## 沿革
- 1928年  日本第一号のアンツーカ舗装テニスコートを建設。
- 1946年 第1回国民体育大会競技場をシンダーで建設。
- 1952年  明治神宮外苑陸上競技場を建設。
- 1957年  第3回アジア競技大会、国立競技場サブトラック、国立テニスコートを建設。
- 1958年  日本初の地中灌水設備を開発。
- 1960年  商号を「奥アンツーカ株式会社」に変更。
- 1962年  改良型アンツーカにて、国立競技場の1964年東京オリンピック競技場走路を建設。
- 1963年  スポーツ用天然芝の生産を開始。
- 1969年　純国産ウレタン製陸上競技場トラック舗装材を開発。
- 1972年  ウレタン製競馬場スロープ舗装材を開発。
- 1978年  テニスコート用のウレタン舗装材を開発。
- 1999年  トラック用ウレタン舗装材が、国際陸上競技連盟（IAAF）の認証を取得。
- 2000年  新世代のロングパイル人工芝「フィールドターフ」を導入。
- 2003年  新世代の衝撃吸収フェンスを導入。
- 2004年  表面遮熱コートを開発。
- 2005年 指定管理者制度により「広島県総合グラウンド」などの施設運営業務を開始。
- 2006年  リサイクルによる「高速トラック」工法の開発。
- 2007年  「世界陸上2007」開催の長居スタジアムがIAAFクラス1に認定。

## 主な施工実績
- 長居陸上競技場（ヤンマースタジアム長居）
- 東京ドーム
- 横浜スタジアム
- 福岡PayPayドーム
- 長居球技場（ヨドコウ桜スタジアム）
- 大分スポーツ公園総合競技場（昭和電工ドーム大分）

## 所属選手
- 寺野伸一